# Kusajr al-Ward
Kusajr al-Ward – wieś w Syrii, w muhafazie Aleppo, w dystrykcie As-Safira. W 2004 roku liczyła 872 mieszkańców.